# Amstel Bock
Amstel Bock is een Nederlands bokbier van het merk Amstel.
Het bier wordt gebrouwen op verschillende locaties in Nederland (Zoeterwoude en 's-Hertogenbosch) door Heineken. Het is een donker robijnrood bier met een alcoholpercentage van 7,0%.

## Naamswijzigingen
Amstel Bock werd voor het eerst gebrouwen in 1872. In 1996 werd de naam gewijzigd in Amstel Herfstbock. In 2003 werd de naam weer gewijzigd, van Amstel Herfstbock naar Amstel Bock.

## Onderscheidingen (selectie)
- Tijdens het PINT Bokbierfestival op 28 oktober 2012 werd Amstel Bock tweede bij de "Beste Bockbier Competitie 2012" in de categorie "Bock".
- Tijdens het 37e PINT Bokbierfestival op 26 oktober 2014 behaalde Amstel Bock goud bij de "Beste Bockbier Competitie 2014" in de categorie "Bockbier".